# Plassey
Plassey és el nom anglès d'un poble de l'Índia a Bengala Occidental, districte de Nadia, a la riba del riu Bhagirathi on es va lliurar la decisiva batalla d'aquest nom (bengalí পলাশীর যুদ্ধ, Pôlashir Juddho) el 23 de juny de 1757, amb la victòria de la Companyia Britànica de les Índies Orientals sobre el nawab de Bengala Siraj al-Daula. La població estava prop de Murshidabad la capital de Bengala. El seu nom actual oficial és Palashi del que deriva Plassey; Palashi correspon al nom bengalí d'una flor (পলাশ Pôlash).